# Sosny (obwód brzeski)
Sosny (biał. Сосны, Sosny; ros. Сосны, Sosny) – wieś na Białorusi, w obwodzie brzeskim, w rejonie kamienieckim, w sielsowiecie Peliszcze, przy drodze republikańskiej R7.

## Historia
Pod zaborami i w II Rzeczypospolitej wieś i majątek ziemski (folwark). W XIX i w początkach XX w. położone były w Rosji, w guberni grodzieńskiej, w powiecie brzeskim, w gminie Życin.
W dwudziestoleciu międzywojennym leżały w Polsce, w województwie poleskim, w powiecie brzeskim, do 18 kwietnia 1928 w gminie Życin, następnie w gminie Kamieniec Litewski. W 1921 wieś liczyła 46 mieszkańców, zamieszkałych w 10 budynkach. Folwark liczył zaś 12 mieszkańców, zamieszkałych w 1 budynku. Obie miejscowości zamieszkiwali wyłącznie Białorusini wyznania prawosławnego.
Po II wojnie światowej w granicach Związku Sowieckiego. Od 1991 w niepodległej Białorusi.